# Cottlesville
Cottlesville is een gemeente (town) in de Canadese provincie Newfoundland en Labrador. De gemeente ligt aan de Bay of Exploits in het zuidwesten van New World Island, een eiland vlak voor de noordkust van Newfoundland.

## Geschiedenis
In 1972 werd de gemeente Cottle's Island-Luke's Arm opgericht met het statuut van local improvement district (LID). In 1980 werden LID's op basis van The Municipalities Act als bestuursvorm afgeschaft, waarop de gemeente automatisch een town werd. De naam werd tegelijkertijd aangepast naar de huidige naam Cottlesville.
In 2013 liet de provinciale overheid een haalbaarheidsonderzoek voeren naar de eventuele creatie van een fusiegemeente bestaande uit Cottlesville, Summerford, Virgin Arm-Carter's Cove en Parkview. De fusie vond echter nooit plaats en Cottlesville bleef gewoon als zelfstandige gemeente voortbestaan.

## Demografie
Demografisch gezien is Cottlesville, net zoals de meeste kleine dorpen in de provincie, aan het krimpen. Tussen 1991 en 2021 daalde de bevolkingsomvang van 375 naar 244. Dat komt neer op een daling van 131 inwoners (-34,9%) in dertig jaar tijd.
| Jaar | Aantal inwoners | Verschil |
| ---- | --------------- | -------- |
| 1991 | 375             | –        |
| 1996 | 351             | -6,4%    |
| 2001 | 297             | -15,4%   |
| 2006 | 279             | -6,1%    |
| 2011 | 272             | -2,5%    |
| 2016 | 271             | -0,4%    |
| 2021 | 244             | -10,0%   |